# Clavulinopsis
Genre
Clavulinopsis est un genre de champignons basidiomycètes de la famille des Clavariaceae et qui comporte 33 espèces ou 109 selon les auteurs. 

## Taxonomie

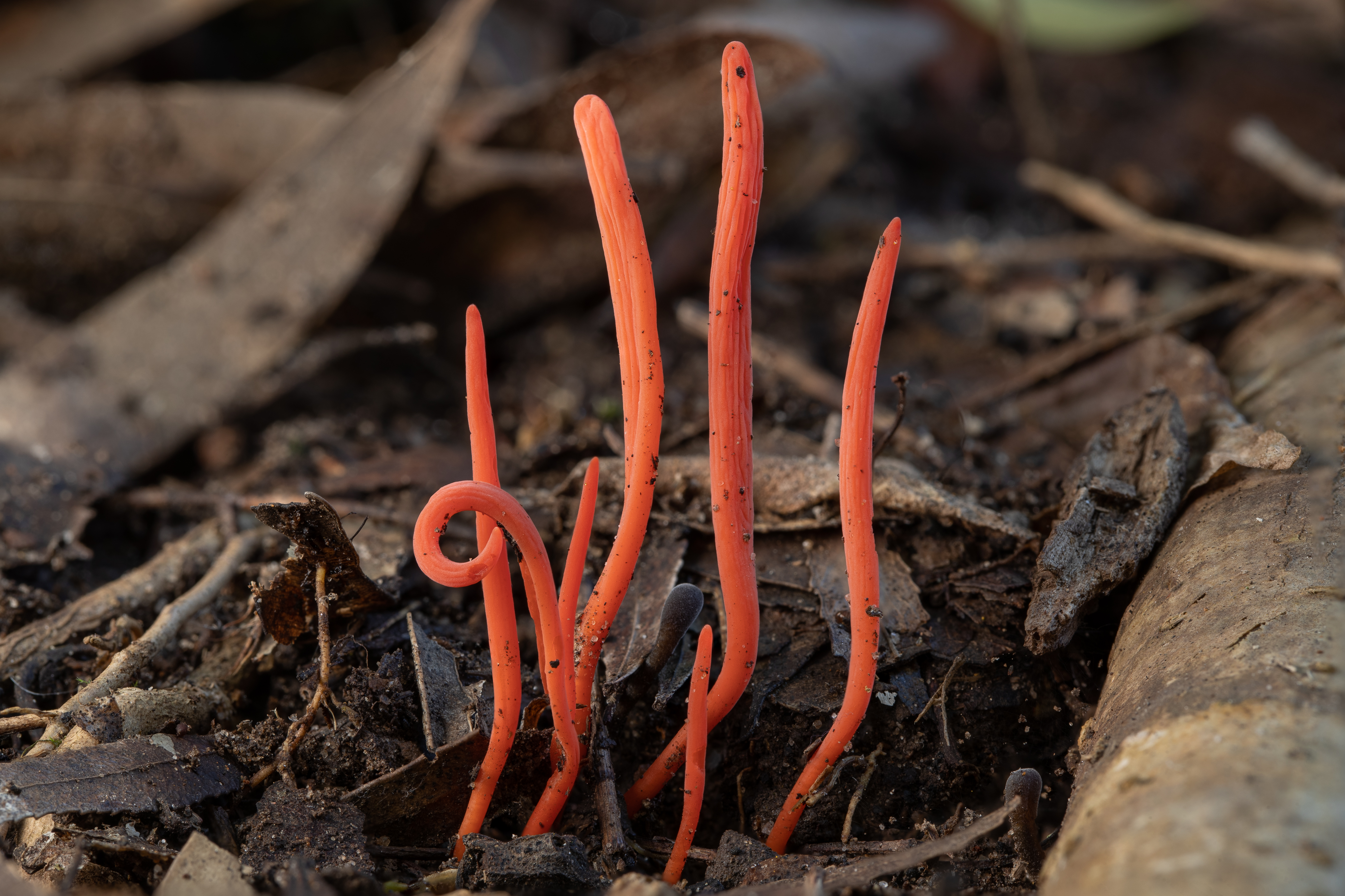
Clavulinopsis sulcata, près de Lane Cove River, vers Sydney en Australie. Juillet 2019.

- Clavulinopsis alcicornis
- Clavulinopsis amoena
- Clavulinopsis antillarum
- Clavulinopsis archeri
- Clavulinopsis arenicola
- Clavulinopsis aurantiobrunnea
- Clavulinopsis aurantiocinnabarina
- Clavulinopsis boninensis
- Clavulinopsis brevipes
- Clavulinopsis candida
- Clavulinopsis cinnamomea
- Clavulinopsis citrinoalba
- Clavulinopsis corallinorosacea
- Clavulinopsis corniculata
- Clavulinopsis depokensis
- Clavulinopsis fruticula
- Clavulinopsis fusiformis
- Clavulinopsis griseola
- Clavulinopsis helvola
- Clavulinopsis hisingeri
- Clavulinopsis laeticolor
- Clavulinopsis ledermannii
- Clavulinopsis lignicola
- Clavulinopsis luteo-ochracea
- Clavulinopsis luteoalba
- Clavulinopsis luteonana
- Clavulinopsis luticola
- Clavulinopsis michelii
- Clavulinopsis rufipes
- Clavulinopsis semivestita
- Clavulinopsis sibutiana
- Clavulinopsis spiralis
- Clavulinopsis subarctica
- Clavulinopsis sulcata
- Clavulinopsis umbrinella